# The Beatles at Shea Stadium
«The Beatles at Shea Stadium» — документальный фильм о концерте The Beatles, прошедшем на стадионе Шей Стадиум 15 августа 1965 года в Нью-Йорке в рамках концертного тура в США 1965 года; фильм длится около 50 минут. Режиссёром и продюсером фильма выступил Роберт Прахт. Оператор фильма — Эндрю Ласло.
Документальный фильм впервые вышел в эфир на канале BBC One 1 марта 1966 года. В Германии впервые показан 2 августа 1966 года. В США вышел в эфир на канале ABC 10 января 1967 года. В 2008 году издан на DVD.

## История
В фильме запечатлён не только концерт, на котором присутствовало около 55 600 человек (крупнейший концерт Beatles на тот момент), но и события, предшествовавшие концерту, в том числе полёт битлов на вертолете из Манхэттена во Флашинг-Медоуз, их подготовка в раздевалке приезжей бейсбольной команды на стадионе Шей Стадиум, а также отрывки из других выступлений шоу, включая певицу Бренду Холлоуэй («I Can't Help Myself (Sugar Pie Honey Bunch)»), Кинг Кёртис («Soul Twist»), Sounds Incorporated («Fingertips») и Killer Joe Piro and The Discothèque Dancers («It's Not Unusual», «Downtown», «Can't Buy Me Love») под руководством Джерри Вайнтрауба.
Концерт вёл промоутер Сид Бернштейн. Телеведущий Эд Салливан представил публике Битлз, когда они вышли на сцену: «А теперь, дамы и господа, почитаемые своей страной, украшенные своей королевой и любимые здесь, в Америке, вот и The Beatles!» («Now, ladies and gentlemen, honored by their country, decorated by their Queen, and loved here in America, here are The Beatles!»).
Песни «She's a Woman» и «Everybody's Trying to Be My Baby» исключены из фильма из-за длительности и, вероятно, проблем со сменой камеры (аудио последней песни было выпущено на компакт-диске Anthology 2). Звук для оставшихся песен также прошёл тяжёлый процесс постобработки. Некоторые песни были обработаны с наложением или даже полностью перезаписаны Beatles в лондонской студии CTS 5 января 1966 года, чтобы устранить проблемы со звуком на протяжении всей записи концерта. Кроме того, озвучка «Twist and Shout» взята из шоу в Голливуд-боул в 1964 году, а озвучка «Act Naturally» была просто заменена студийной версией песни (выпущенной на альбоме Help! в Великобритании и США и на стороне «Б» Yesterday в США), немного ускорен и плохо отредактирован для синхронизации с фильмом.

## Выпуск
Хотя фильм не был официально доступен на DVD или VHS (за исключением выпущенного в 1978 году Media Home Entertainment, против которого компания Northern Songs успешно подала в суд), он был широко доступен в контрабандной сети на протяжении десятилетий, в том числе в «raw audio», которая восстанавливает исходную звуковую дорожку концерта. Тридцатиминутная реставрация концерта в формате 4K должна была быть выпущена одновременно с выходом фильма Рона Ховарда «Битлз: восемь дней в неделю» 15 сентября 2016 года, однако отсутствует в домашнем видео из-за судебного процесса по поводу прав на фильм.

## Список композиций
Все песни написаны Джоном Ленноном и Полом Маккартни, за исключением отмеченных.
1. «Twist and Shout» (Фил Мидли[англ.], Берт Расселл[англ.])
2. «She’s a Woman»
3. «I Feel Fine»
4. «Dizzy Miss Lizzie» (Ларри Уильямс)
5. «Ticket to Ride»
6. «Everybody’s Trying to Be My Baby» (Карл Перкинс)
7. «Can’t Buy Me Love»
8. «Baby’s In Black»
9. «Act Naturally» (Вони Моррисон, Джонни Расселл[англ.])
10. «A Hard Day’s Night»
11. «Help!»
12. «I’m Down»